# Совски Дол
Совски Дол је насељено место у општини Чаглин, у Славонији, Република Хрватска.

## Историја
До нове територијалне организације место је припадало бившој великој општини Славонска Пожега.

## Становништво
Насеље је према попису становништва из 2011. године имало 121 становника.
| Националност       | 1991.        |
| Хрвати             | 204 (99,51%) |
| Срби               | 1 (0,48%)    |
| Југословени        | 0            |
| остали и непознато | 0            |
| Укупно             | 205          |